# 奥田正和
奥田 正和（おくだ まさかず）は、日本の地方政治家。広島県世羅郡世羅町町長（4期目）。元・世羅町議会議長。2024年10月20日現在61歳。
娘は女優・プロレスラーの世羅りさ。

## 経歴
広島県立日彰館高等学校卒業。1981年（昭和56年）に世羅郡農協（現・JA尾道市）職員になる。40歳の時に退職。
2004年に旧世羅西町の町議に当選、同年、世羅町の町議に当選し副議長、議長を歴任した。
2012年（平成24年）の町長選に立候補し、日本一躍動する町を掲げ、現職を破り当選した。同年10月31日に世羅町長に就任し、2024年10月20日、4選。

## 人物
剣道5段である。息抜きは「あちこちの仲間とのプチ宴会」。

## 町長選挙

### 2012年10月21日
※当日有権者数：14,862人 最終投票率：75.66%（前回比：pts）
| 候補者名 | 年齢 | 所属党派 | 新旧別 | 得票数 | 得票率 | 推薦・支持 |
| -------- | ---- | -------- | ------ | ------ | ------ | ---------- |
| 奥田正和 | 49   | 無所属   | 新     | 6229票 | %      |            |
| 山口寛昭 | 64   | 無所属   | 旧     | 4599票 | %      |            |
| 泉 龍雄  | 65   | 無所属   | 新     | 253票  | %      |            |

### 2016年10月23日
※当日有権者数：14,352人 最終投票率：71.19%（前回比：-4.47pts）
| 候補者名 | 年齢 | 所属党派 | 新旧別 | 得票数 | 得票率 | 推薦・支持 |
| -------- | ---- | -------- | ------ | ------ | ------ | ---------- |
| 奥田正和 | 53   | 無所属   | 旧     | 6206票 | %      |            |
| 山口勝博 | 62   | 無所属   | 新     | 3878票 | %      |            |

### 2020年10月無投票当選
2020年10月20日告示、無投票当選、3選。

### 2024年10月20日
- 2024年10月20日実施[9][10]。8年ぶりの選挙戦となり、投票率は66.50%で過去最低となった[11]。

※当日有権者数：12,387人 最終投票率：66.50%（前回比：-4.69pts）
| 候補者名    | 年齢 | 所属党派 | 新旧別 | 得票数 | 得票率 | 推薦・支持 |
| ----------- | ---- | -------- | ------ | ------ | ------ | ---------- |
| 奥田正和    | 61   | 無所属   | 旧     | 4944票 | %      |            |
| 上羽場 幸男 | 68   | 無所属   | 新     | 3207票 | %      |            |